# 耀東邨
耀東邨（英語：Yiu Tung Estate）是香港的公共屋邨，位於香港島東區筲箕灣，柏架山北麓，於1994年起開始入伙。
東駿苑（英語：Tung Chun Court）由方永勝建築有限公司及榮懋建築有限公司在1998年4月動工建造、於2000年1月完成。
東盛苑（英語：Tung Shing Court）原先為耀東邨第二期的其中兩座樓宇，其後該兩座樓宇改為居屋出售。
耀東邨為港島區首個設有和諧三型及附翼大廈的公共屋邨，現由香港房屋委員會負責屋邨管理。

## 歷史
耀東邨及毗鄰興東邨所在地前身為木屋區，位於耀東邨現址的村落包括富斗窟村、南安坊村、教民村、淺水碼頭村等。在1987年，港府收地並且開始規劃興建耀東邨及興東邨，而居民獲安排遷往黃大仙竹園北邨、沙田顯徑邨、鴨脷洲利東邨或柴灣常安臨時房屋區。兩邨由耀興道連接至筲箕灣及西灣河。富斗窟村的「極樂洞善堂」得到保存，並夾在耀豐樓及耀東購物中心之間。
值得一提是，按照原來規劃、此邨原先會興建共5幢Y型大廈（包括兩幢Y3型及三幢Y4型）及11幢相連長型大廈，不過當時適逢和諧式大廈設計發表，而改為興建上述大廈。
此邨位於筲箕灣半山，於1994年至2000年間分5期入伙，項目編號為HK09NR。耀東邨第1期建有4幢和諧一型及2幢附翼大廈、第2期劃為居屋東駿苑、第3期建有2幢和諧三型大廈、第四期則建有5座和諧三型及1座附翼大廈。及後在2000年以剩餘地積比率加建居屋東盛苑，讓耀東邨住戶優先選購。
由於耀東邨入伙期與南區南風臨時房屋區的拆卸時間相近，此邨遂成為相關居民的指定安置屋邨。

## 屋邨資料

### 樓宇

#### 耀東邨
| 樓宇名稱（座號） | 樓宇類型                                | 落成年份 | 層數 | 每層伙數                               | 每座單位總數（伙） | 承建商   | 提供升降機的廠商              | 期數 |
| ---------------- | --------------------------------------- | -------- | ---- | -------------------------------------- | ------------------ | -------- | ----------------------------- | ---- |
| 耀華樓（A座）    | 和諧一型第二款（第一代） 連和諧附翼一型 | 1994年   | 38   | 18（主樓） 28（連附翼）                | 884                | 德榮建築 | 日立 HVF VVVF                 | 1    |
| 耀樂樓（B座）    | 和諧一型第一款 （第一代）               | 1994年   | 38   | 18                                     | 684                | 德榮建築 | 日立 HVF VVVF                 | 1    |
| 耀富樓（C座）    | 和諧一型第二款（第一代） 連和諧附翼一型 | 1994年   | 38   | 18（主樓） 28（連附翼）                | 884                | 德榮建築 | 日立 HVF VVVF                 | 1    |
| 耀福樓（D座）    | 和諧一型第二款 （第一代）               | 1994年   | 38   | 18                                     | 684                | 德榮建築 | 日立 HVF VVVF                 | 1    |
| 耀豐樓（G座）    | 和諧3C型第一款 （第一代）               | 1994年   | 21   | 17                                     | 357                | 有利集團 | 迅達 Miconic B Dynaton S ACVV | 3    |
| 耀安樓（H座）    | 和諧3C型第一款 （第一代）               | 1994年   | 23   | 17                                     | 391                | 有利集團 | 迅達 Miconic B Dynaton S ACVV | 3    |
| 耀興樓（J座）    | 和諧3A型第一款 （第一代）               | 1995年   | 26   | 15                                     | 390                | 有利集團 | 迅達 Miconic V Variodyn VVVF  | 4    |
| 耀貴樓（K座）    | 和諧3C型第二及三款 （第一代）           | 1995年   | 14   | 16                                     | 224                | 有利集團 | 迅達 Miconic B Dynaton S ACVV | 4    |
| 耀昌樓（L座）    | 和諧3C型第二及三款 （第一代）           | 1995年   | 17   | 16                                     | 272                | 有利集團 | 迅達 Miconic B Dynaton S ACVV | 4    |
| 耀明樓（M座）    | 和諧3B型第一款（第一代） 連和諧附翼一型 | 1995年   | 14   | 27（附翼，1-12樓） 17（主樓，13-14樓） | 358                | 有利集團 | 迅達 Miconic B Dynaton S ACVV | 4    |
| 耀輝樓（N座）    | 和諧3C型第一款 （第一代）               | 1995年   | 19   | 17                                     | 323                | 有利集團 | 迅達 Miconic B Dynaton S ACVV | 4    |

（因為發展計劃內的E及F座已經轉作居者有其屋計劃屋苑的關係，故此略去部份座號。上述座號是以房屋署Estate Property的記錄為依歸。）

#### 東駿苑
| 樓宇名稱（座號） | 樓宇類型                  | 落成年份 | 層數 | 每層伙數 | 每座單位總數（伙） | 承建商   | 提供升降機的廠商 | 期數 |
| ---------------- | ------------------------- | -------- | ---- | -------- | ------------------ | -------- | ---------------- | ---- |
| 金駿閣（A座）    | 和諧一型第三款 （第一代） | 1994年   | 38   | 16       | 608                | 中國建築 | 三菱 MP-VF VVVF  | 2    |
| 銀駿閣（B座）    | 和諧一型第三款 （第一代） | 1994年   | 38   | 16       | 608                | 中國建築 | 三菱 MP-VF VVVF  | 2    |

#### 東盛苑
| 樓宇名稱 | 樓宇類型 | 落成年份 | 層數 | 每層伙數 | 單位總數（伙） | 承建商                                | 提供升降機的廠商  | 期數 |
| -------- | -------- | -------- | ---- | -------- | -------------- | ------------------------------------- | ----------------- | ---- |
| 東盛苑   | 新十字型 | 2000年   | 37   | 10       | 370            | 方永勝建築有限公司、 榮懋建築有限公司 | LG HVP-II（VVVF） | 5    |

## 屋苑及鄰近設施

### 幼稚園
- 耀東浸信會幼稚園（1994年創辦）（位於耀東邨耀富樓B翼及C翼地下）
- 香港中國婦女會幼稚園 （1994年創辦）（位於耀東邨耀福樓地下）

已結束/遷出
- 保良局唐楚男幼稚園（1994年創辦）（位於耀東邨耀樂樓地下）
- 南亞路德會幼稚園（筲箕灣）（1995年創辦）（位於耀東邨耀貴樓地下）
- 香港浸信會聯會耀興幼稚園 （1995年創辦）（位於耀東邨耀興樓地下）
- 香港西區婦女福利會何瑞棠紀念幼稚園  （1995年創辦）（位於耀東邨耀明樓地下，將遷入大埔運頭塘邨）

### 小學
- 中華基督教會基灣小學（1970年創辦）
- 勵志會梁李秀娛紀念小學（1994年創辦）
- 香港中國婦女會丘佐榮學校（1965年創辦）

### 中學
- 香港中國婦女會中學（1978年創辦）

### 長者鄰舍中心
- 東華三院胡其廉長者鄰舍中心 （1995年創辦）（位於耀東邨耀安樓地下及耀輝樓地下（延展中心））

### 長者日間護理中心
- 耆康會任白慈善基金老人日間護理中心  （1997年創辦）（位於耀東邨耀安樓地下）

### 商場
- 耀東商場

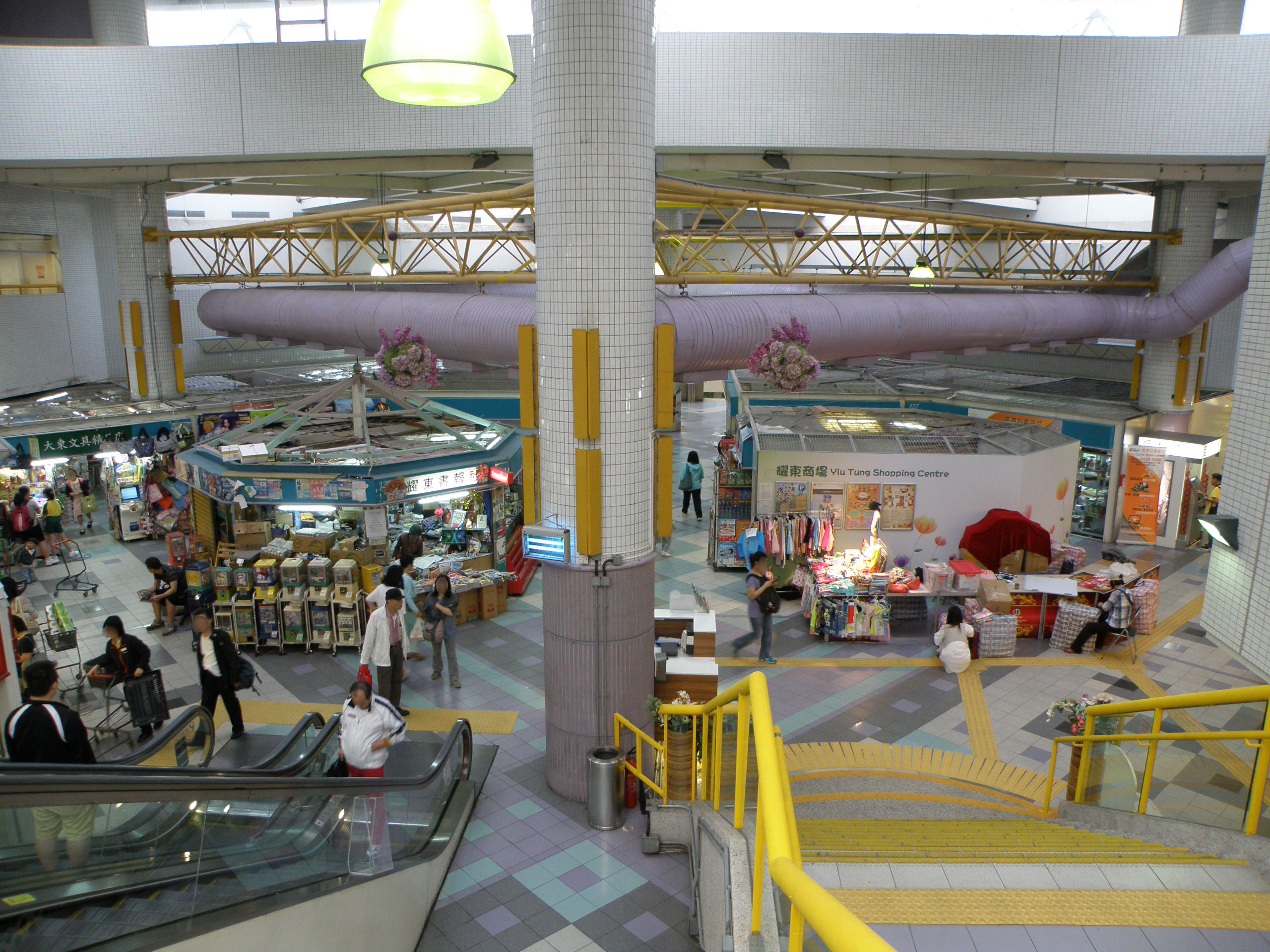
耀東商場中庭
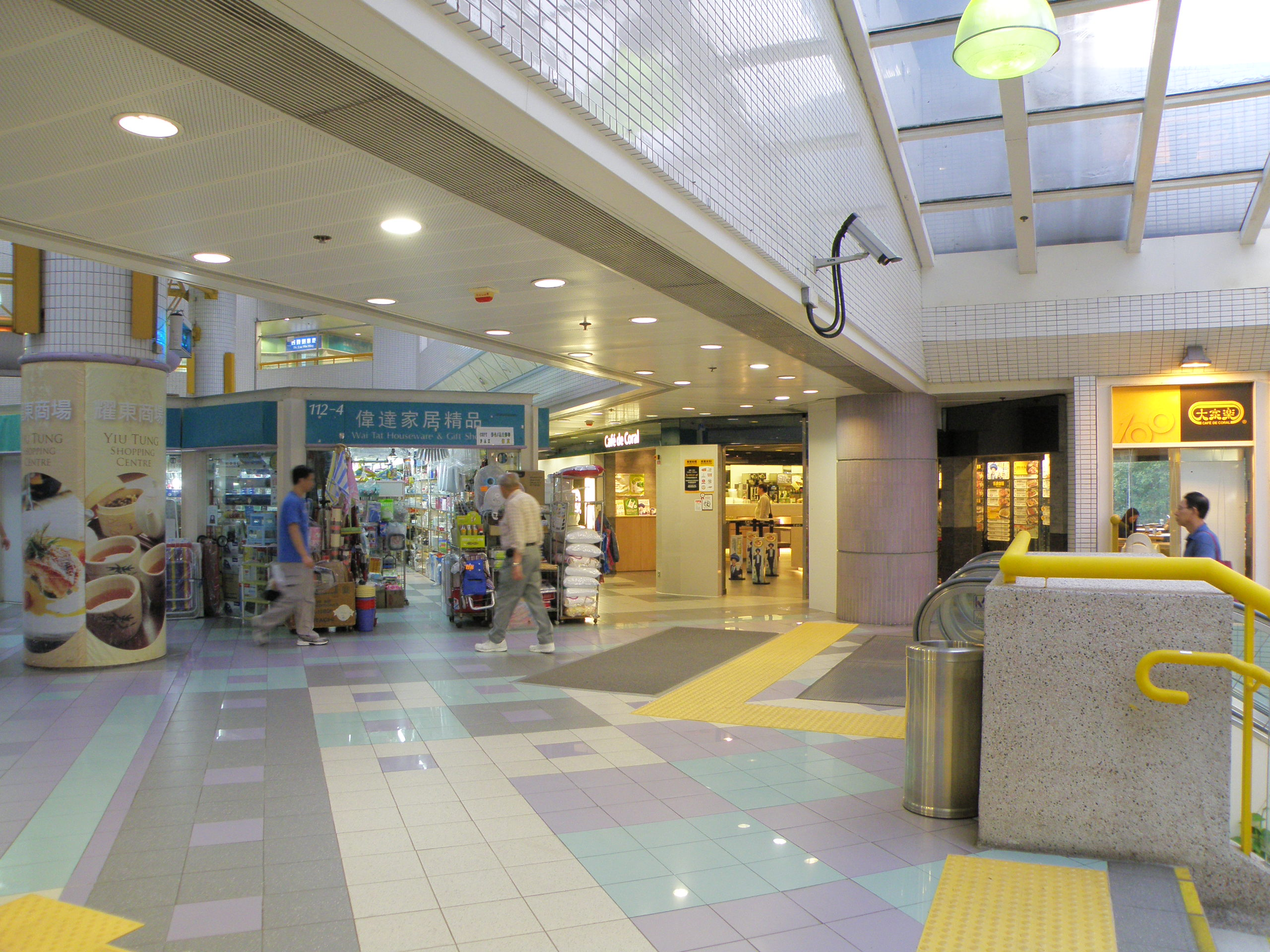
耀東商場
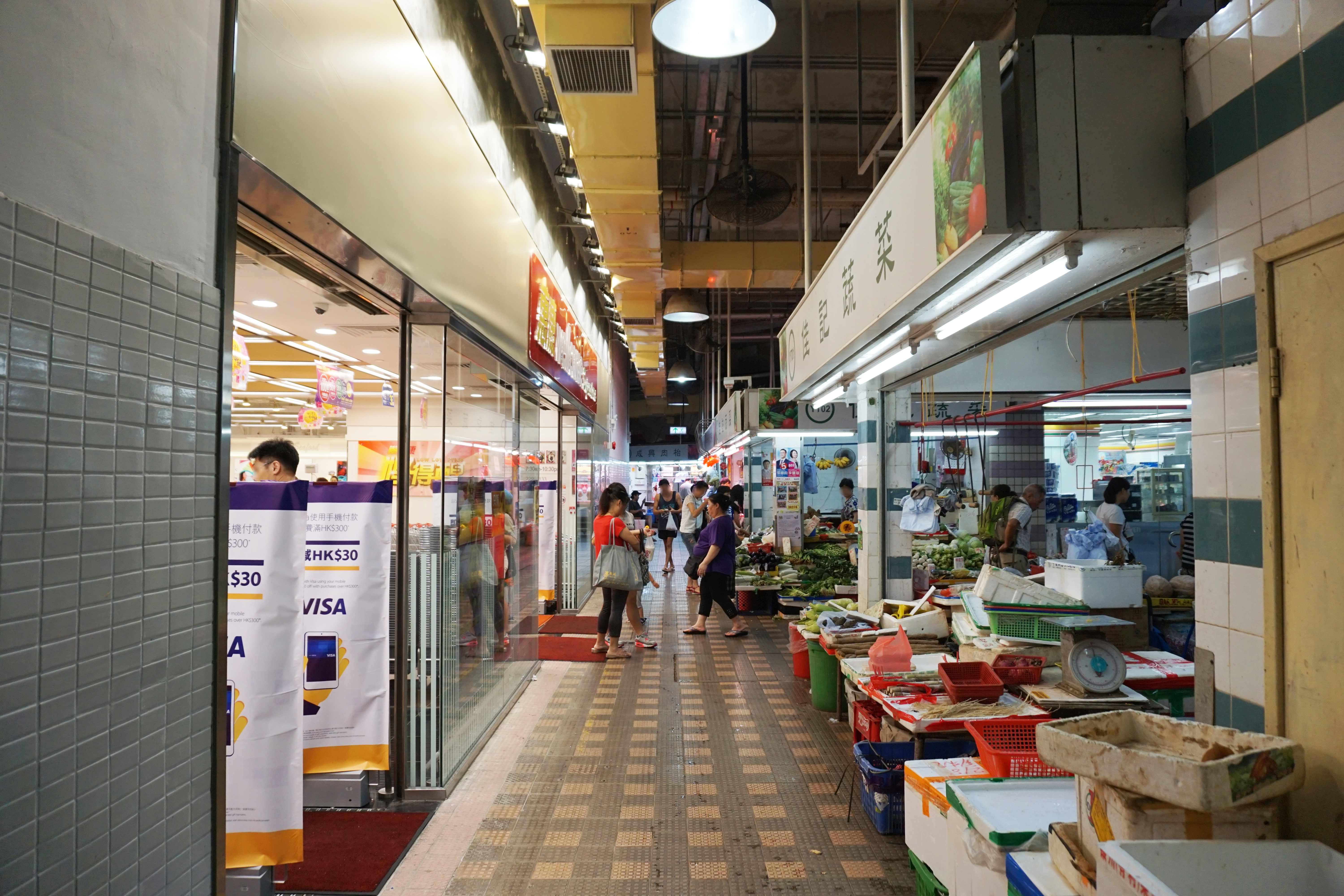
耀東街市菜檔
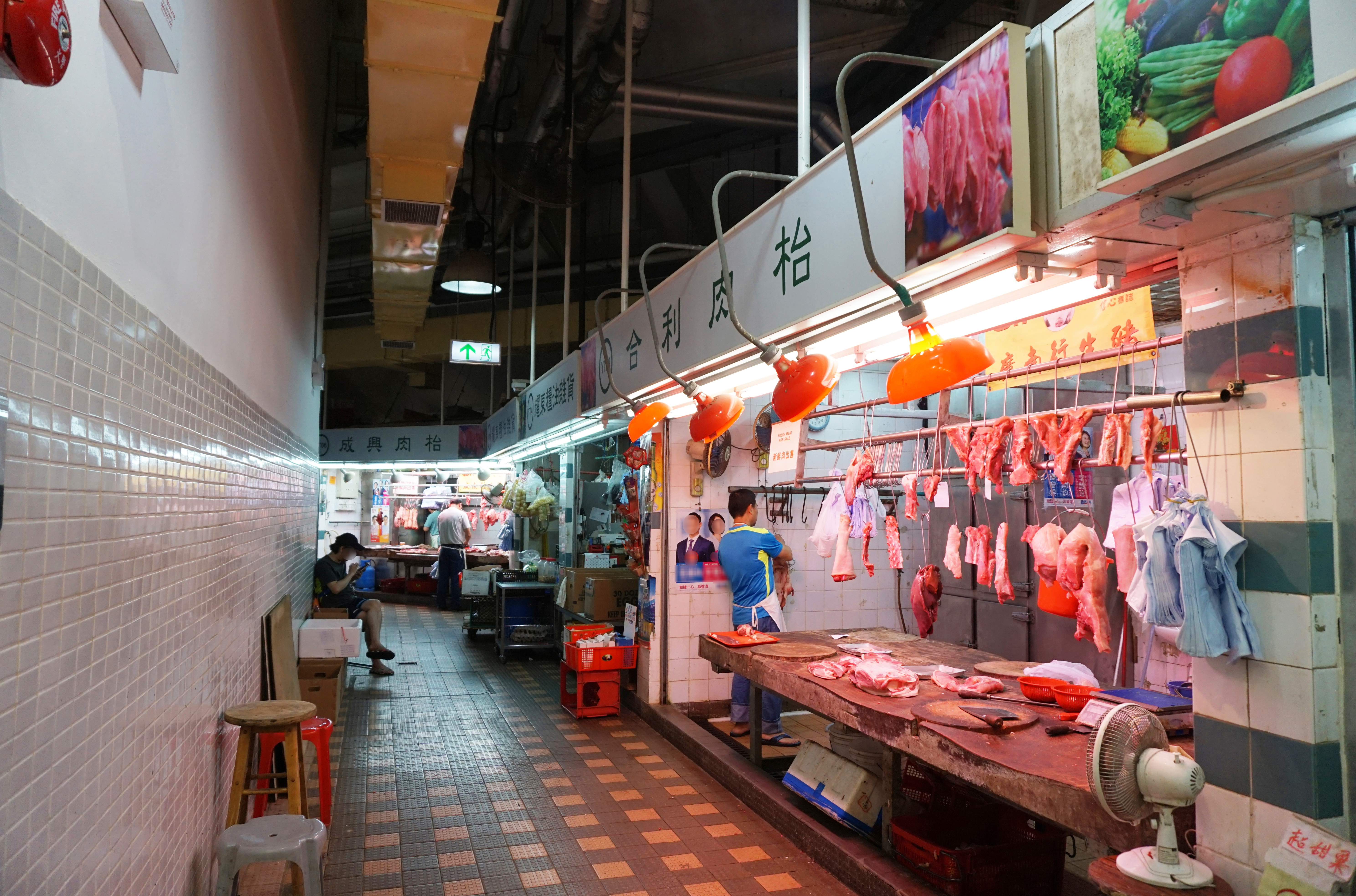
耀東街市肉檔
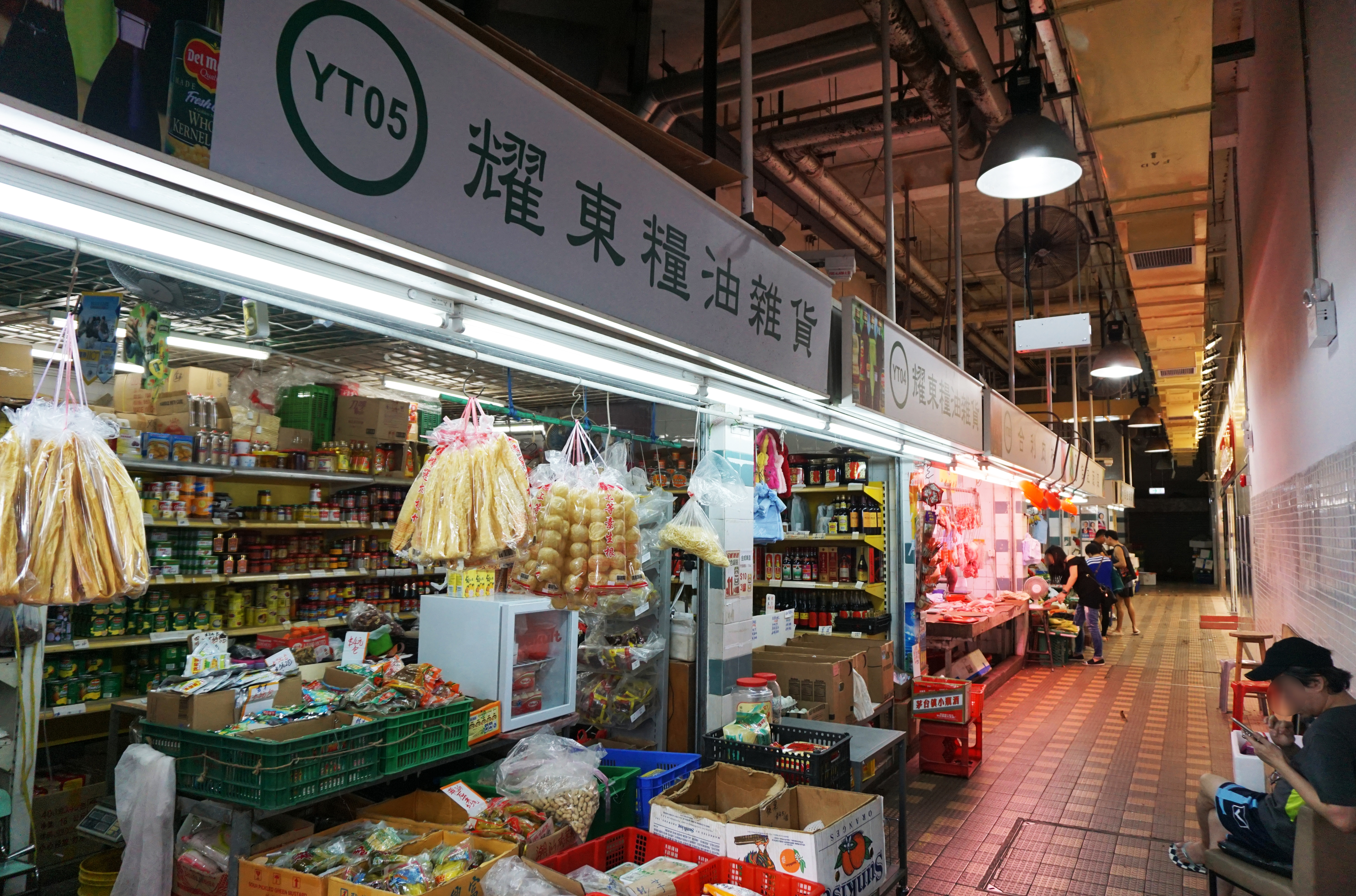
耀東街市糧油雜貨檔

### 其他設施

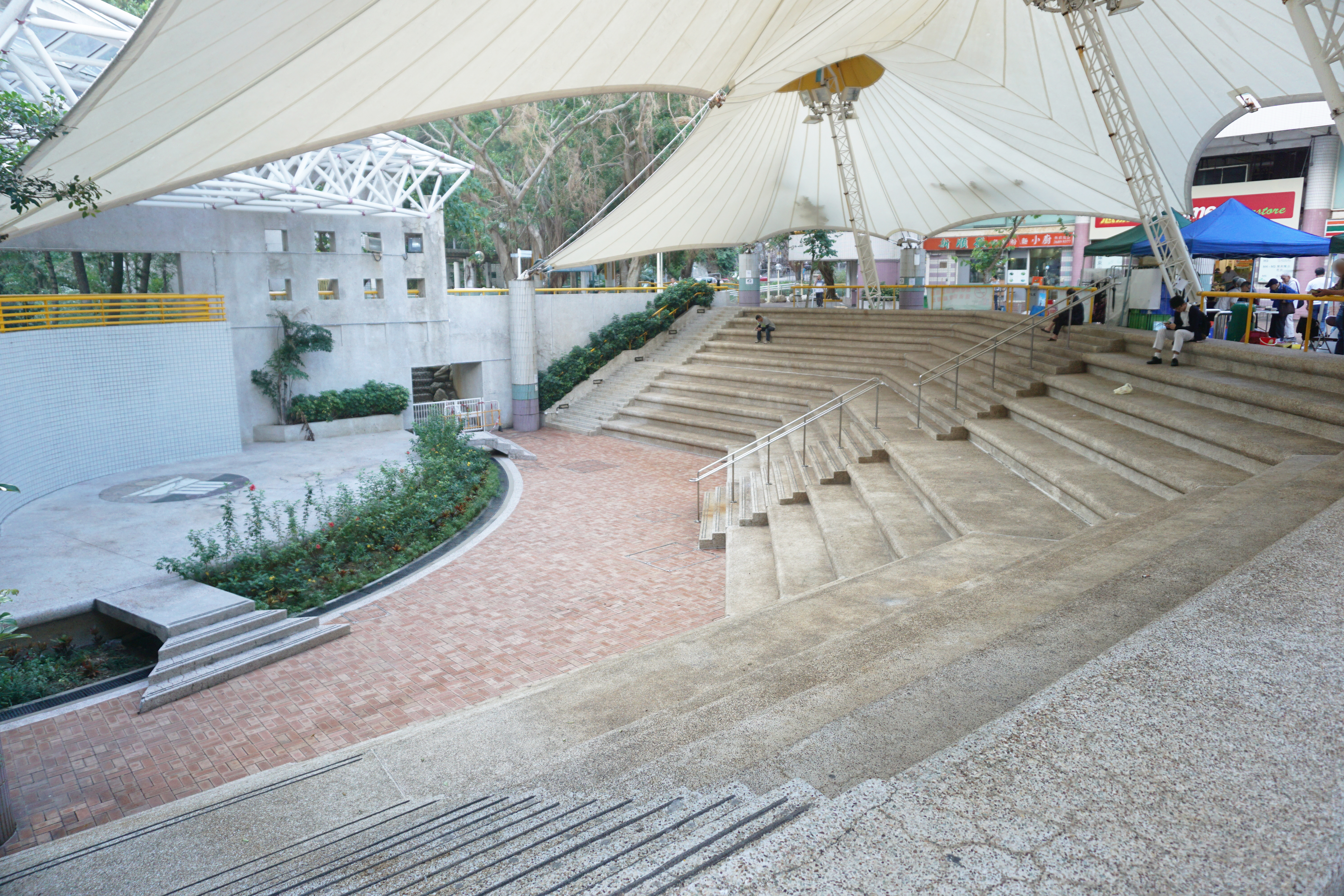
耀東邨天幕劇場
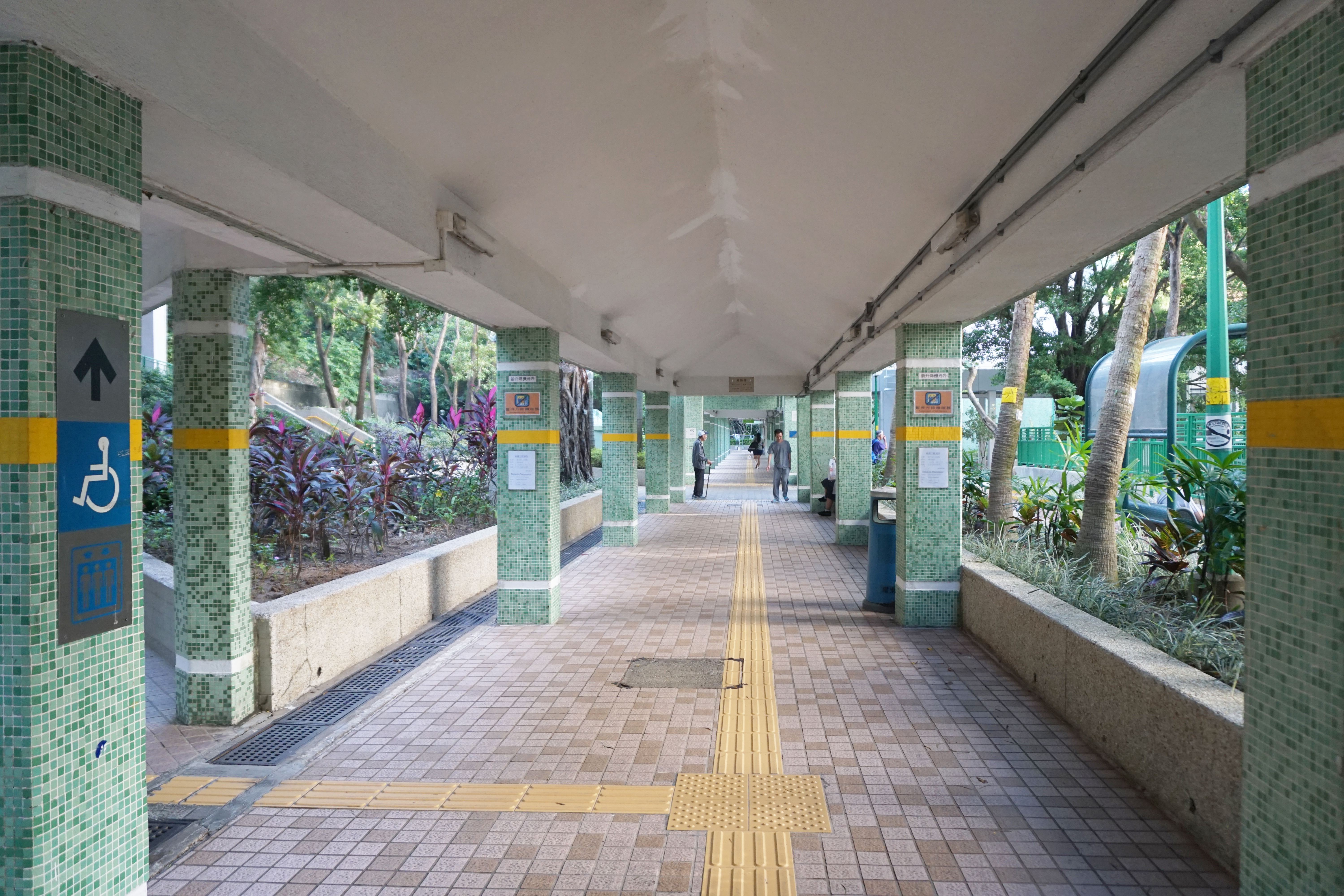
耀東邨有蓋行人通道
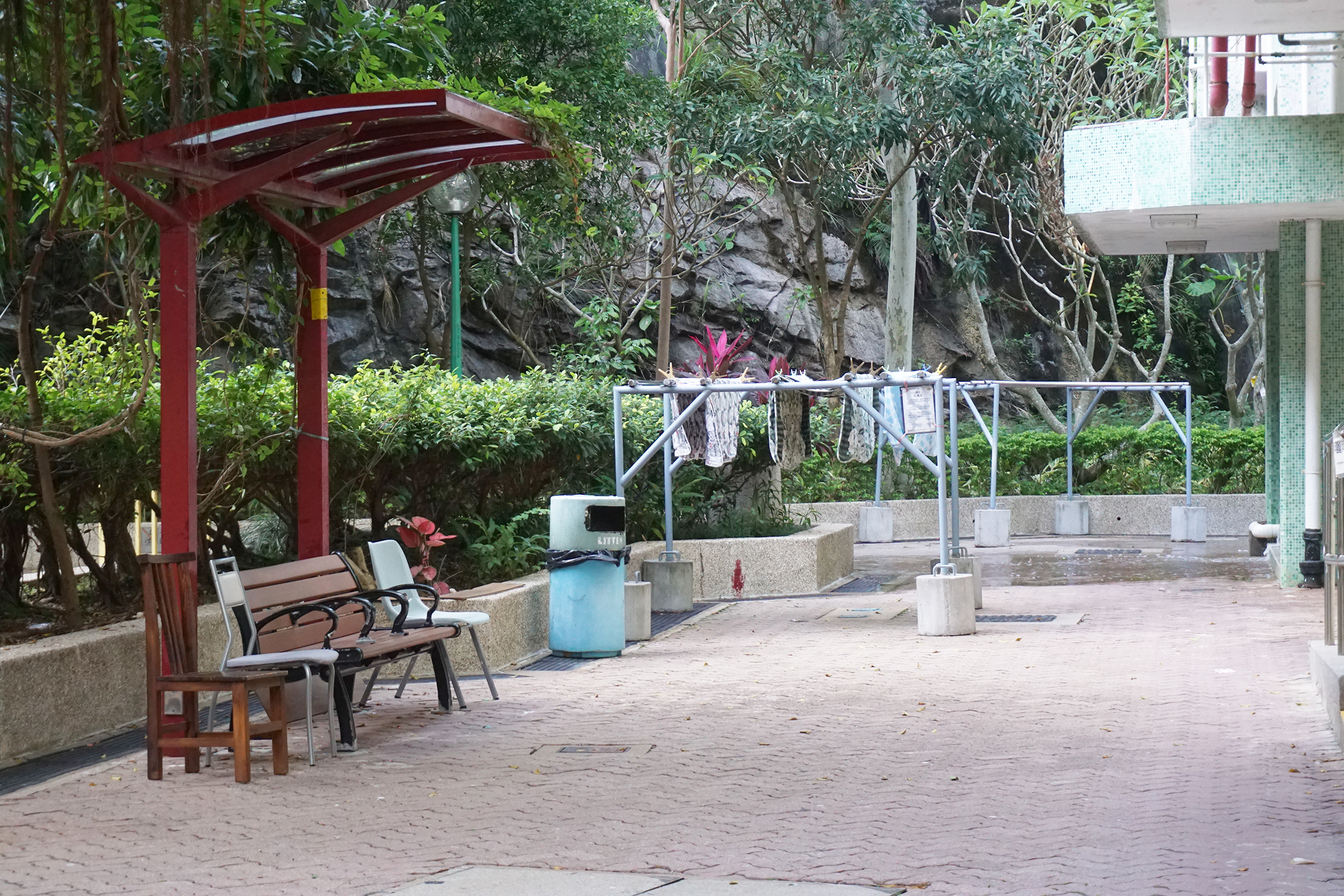
耀東邨曬衣架
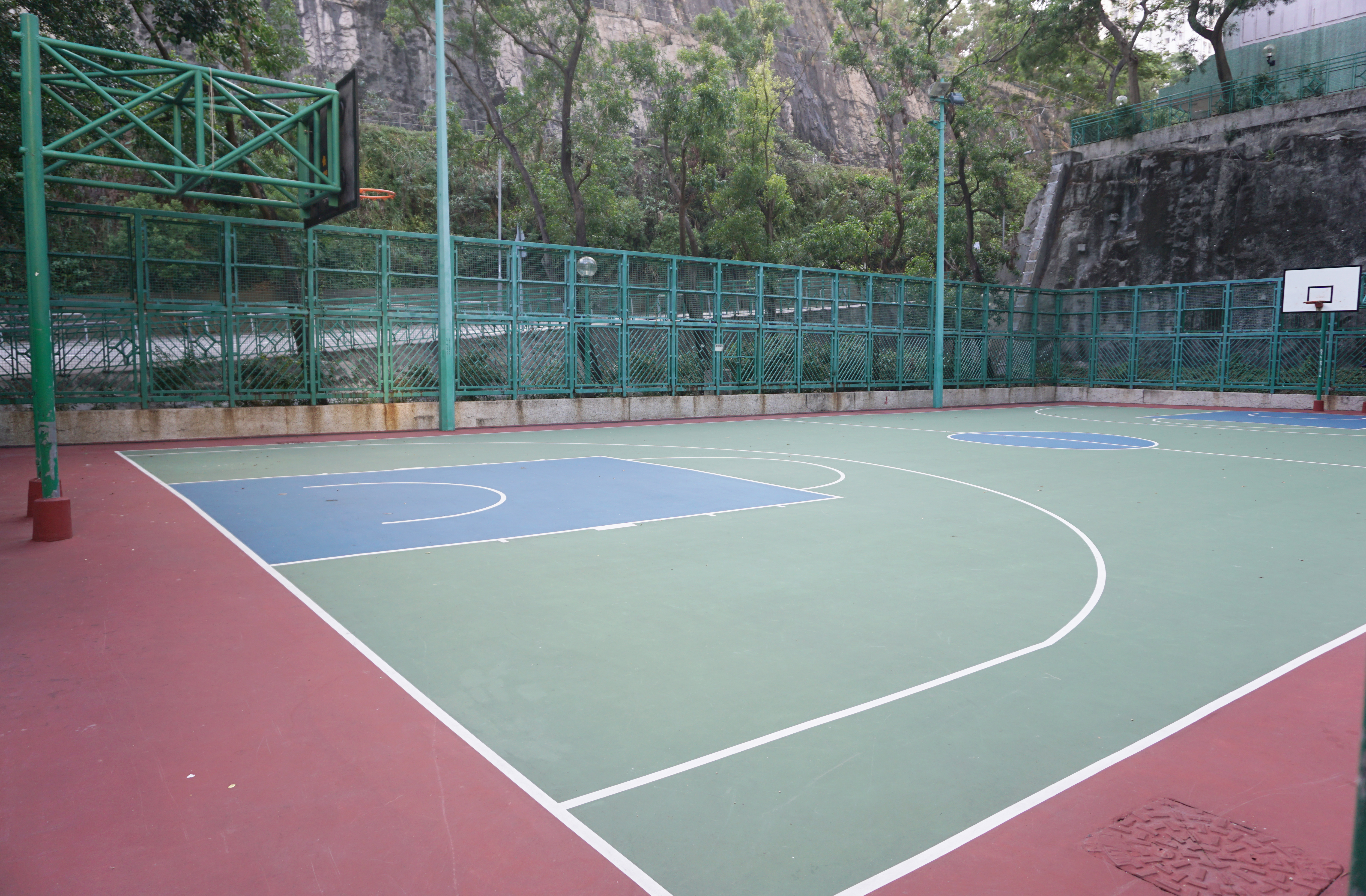
耀東邨籃球場
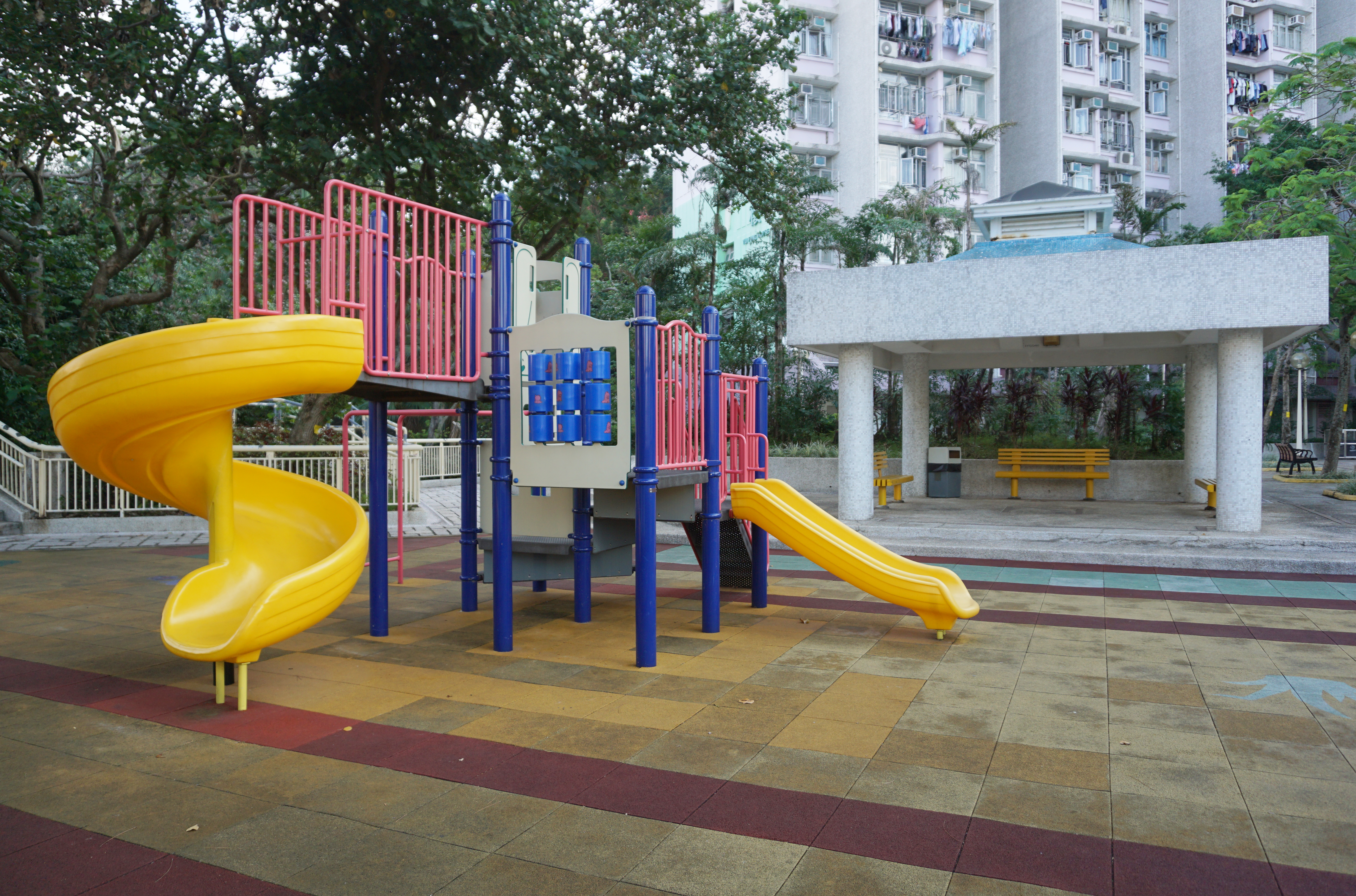
耀東邨兒童遊樂場及涼亭
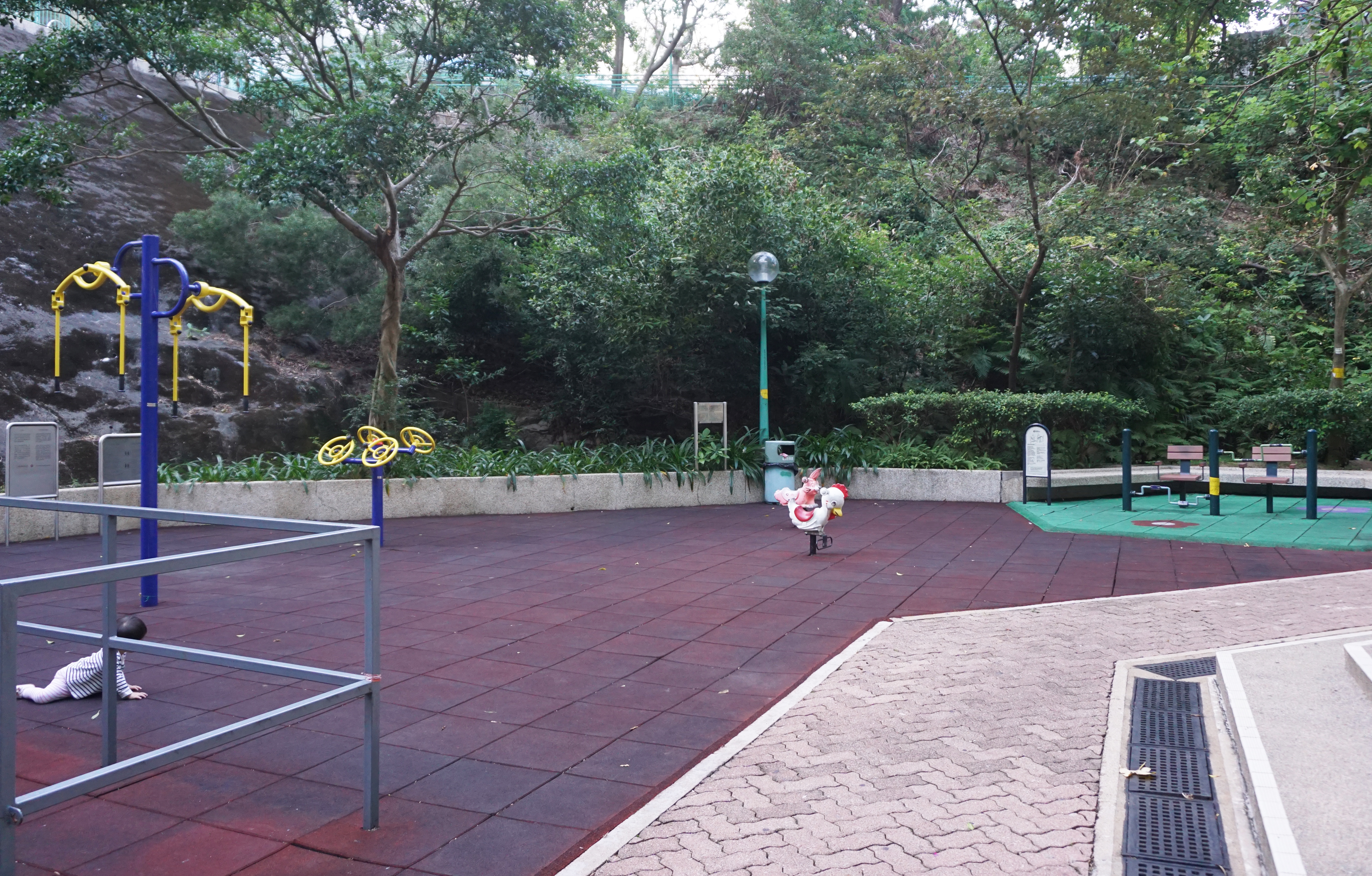
耀東邨健體區及彈簧椅（英语：Spring rider）
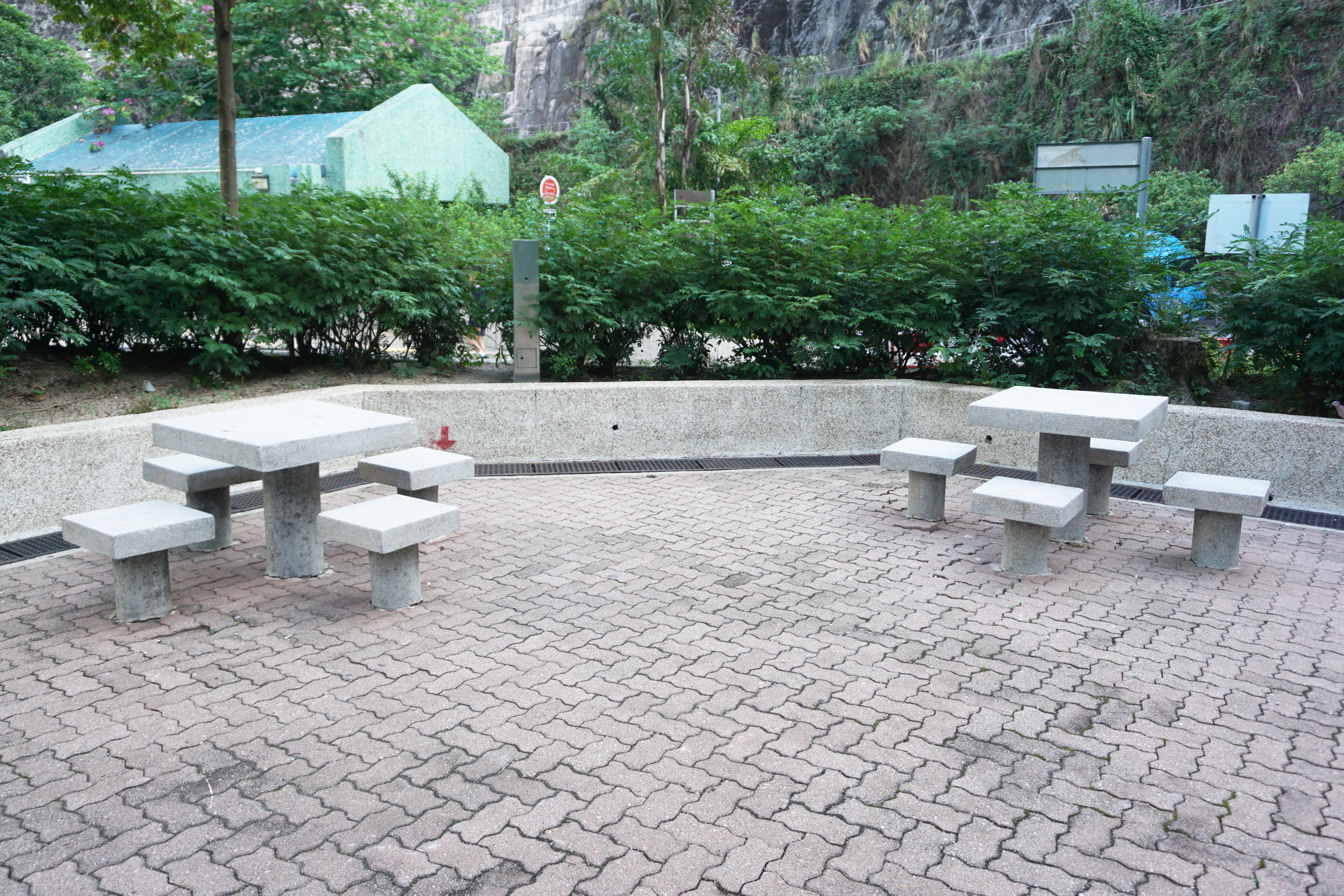
耀東邨棋藝區
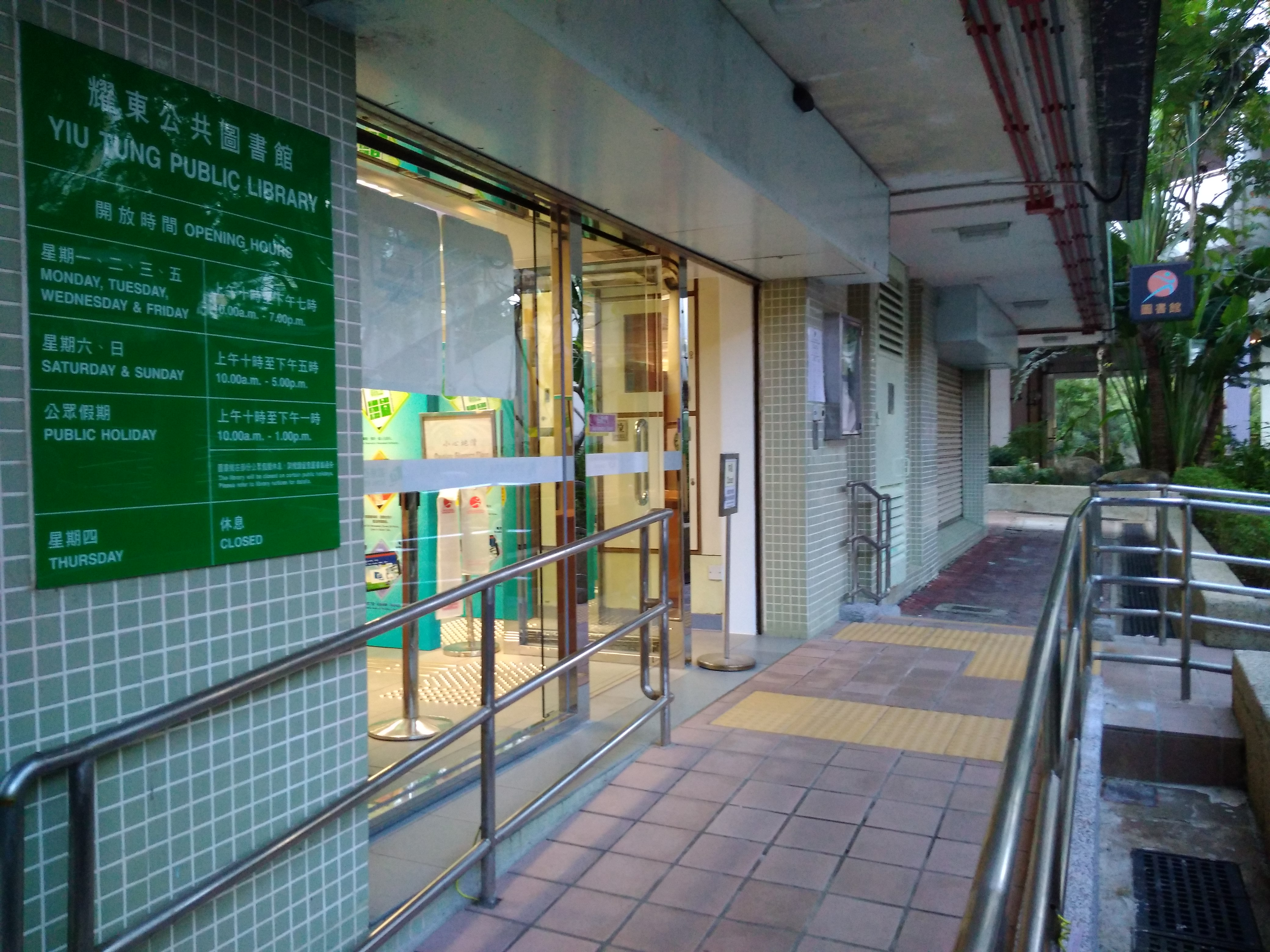
耀東公共圖書館，位於耀東邨耀昌樓地下，屬小型圖書館
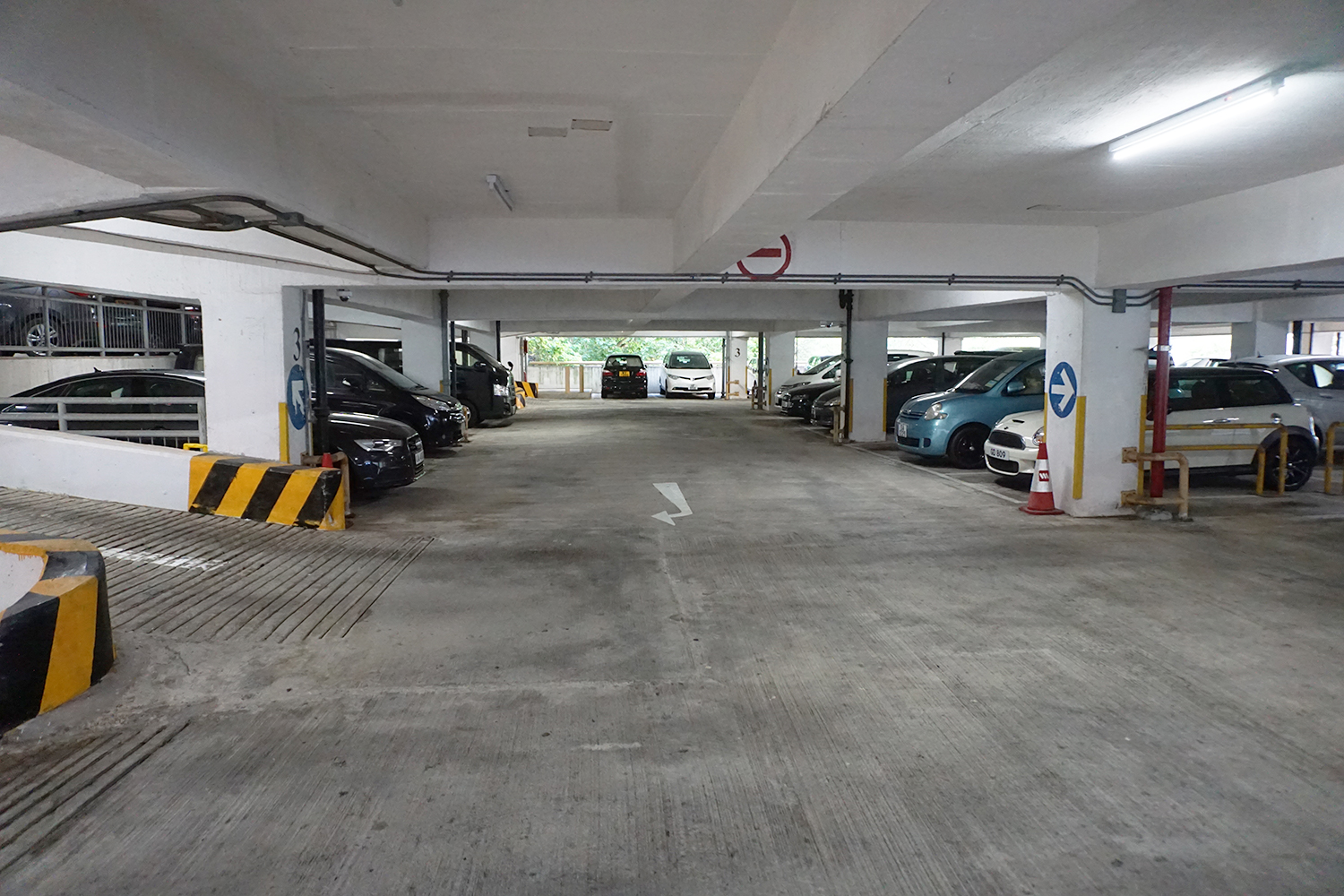
耀東邨停車場

## 電視拍攝
- 1997年房委會〈認識你的權利和責任〉廣告在此取景[15]

## 區議會議席分布
| 年度/範圍 | 年度/範圍                                      | 2000-2003  | 2003-2007  | 2008-2011  | 2012-2015  | 2016-2019  | 2020-2023  |
| --------- | ---------------------------------------------- | ---------- | ---------- | ---------- | ---------- | ---------- | ---------- |
| 東駿苑    | 東駿苑                                         | 上耀東選區 | 上耀東選區 | 上耀東選區 | 上耀東選區 | 上耀東選區 | 上耀東選區 |
| 耀東邨    | 耀華樓、耀樂樓、耀富樓及耀福樓                 | 上耀東選區 | 上耀東選區 | 上耀東選區 | 上耀東選區 | 上耀東選區 | 上耀東選區 |
| 耀東邨    | 耀安樓                                         | 下耀東選區 | 下耀東選區 | 下耀東選區 | 下耀東選區 | 下耀東選區 | 上耀東選區 |
| 耀東邨    | 耀豐樓、耀興樓、耀貴樓、耀昌樓、耀明樓及耀輝樓 | 下耀東選區 | 下耀東選區 | 下耀東選區 | 下耀東選區 | 下耀東選區 | 下耀東選區 |

## 事件
- 1997年4月22日，入境處人員前往本邨耀富樓帶走無證女童鍾若琳及其母，隨即遣返她們回汕尾海豐，過程被大批傳媒追訪。
- 2003年2月18日，一名16歲中五女生疑因不堪學業壓力，於耀東邨耀樂樓寓所跳樓自殺身亡。[16]
- 2017年6月6日，耀東邨耀明樓一單位發生倫常慘劇。一名80歲的黃姓老翁，涉嫌勒斃76歲的林姓妻子，而後老翁自首。據了解，老夫婦的獨子早在2007年已經去世。老婦常年中風，行動不便。不排除老翁因為不忍妻子再受折磨而勒斃對方[17]。
- 2021年6月28日，警方表示接獲報案，指筲箕灣耀東邨一個單位鐵閘貼上一批寫上「光時」字句的貼紙，涉嫌違反《港區國安法》。一名37歲男子涉作具煽動意圖而被捕，目前已獲准保釋候查，案件由國安處跟進。[18]
- 2023年9月8日，黑色暴雨耀興道發生嚴重山泥傾瀉全線封閉道路。耀東邨居民生活受困擾。而特首李家超，在停雨後同民政及青年事務局局長麥美娟落區視察，並到災區現場拍照並對外宣傳，稱政府會做好善後工作。然而耀東邨街坊指暴雨過後將近三周，現場仍未解封，大部份泥石亦未清理。現場只剩下一條巴士線會在山上受影響的地區接載居民，被指交通極為不便。有街坊則表示政府官員前來「做秀」，並無實際改變[19]。

## 外部連結
- 房委會：耀東邨簡介 （页面存档备份，存于）
- 香港地方 - 九十年代尾公共屋邨 （页面存档备份，存于）
- 香港地方 - 居者有其屋屋苑(三) （页面存档备份，存于）
- 香港地方 - 消失了的地方 （页面存档备份，存于）